# 마지막 휴가
"마지막 휴가"는 2020년에 개봉한 대한민국의 영화이다.

## 캐스팅
- 이영범 : 오 부장 역
- 장순미 : 순미 역
- 조동혁 : 조 과장 역
- 김경애 : 할머니 역
- 이예슬 : 영숙 역
- 김영용 : 삼수생 역
- 홍영은 : 지숙 역
- 이창현 : 순미 전 남편 역
- 양윤희 : 오부장 아내 역
- 이재환 : 의사 역
- 신준철 : 술집주인 역
- 이미지 : 술집주인 아내 역
- 최영규 : 정 대리 역
- 강현우 : 명덕 역
- 문진식 : 명덕친구 1 역
- 윤지서 : 명덕친구 2 역
- 송동현 : 삼수생 친구 역
- 정재민 : 백수 역
- 윤화경 : 영숙친구 역
- 최요운 : 동네아줌마 역
- 백진구 : 회사원 손님 1 역
- 이상헌 : 회사원 손님 2 역
- 노지유 : 회사원 손님 3 역
- 유준상 : 아저씨 손님 역
- 류주혜 : 아줌마 손님 역
- 박지혜 : 30대 손님 역
- 홍상욱 : 동네 아저씨 손님 역
- 최수기 : 동네 아줌마 손님 역
- 조수연 : 20대 손님 1 역
- 김효선 : 20대 손님 2 역
- 홍새롬 : 20대 손님 3 역
- 박철민 : 20대 손님 4 역
- 류재한 : 20대 손님 5 역
- 박인철 : 슈퍼손님 1 역
- 임아영 : 사무실 여사원 1 역
- 박지혜 : 사무실 여사원 2 역
- 남경희 : 사무실 여사원 3 역
- 김병수 : 사무실 남사원 역
- 윤이재 : 간호사 역
- 김진욱 : 환자 역
- 박정훈 : 오부장 아들  역